# 波爾卡多特 (北卡羅萊納州)
波爾卡多特（英語：Polkadot）是位於美國北卡羅萊納州林肯縣的非建制地區。

## 地理
波爾卡多特所處的海拔為高於海平面244米（即801英呎），而該地所採用的時區為UTC-5，即北美东部时区（EST）。同時該地設有夏令時間，為UTC-5調快一小時，即UTC-4（EDT）。